# Рено III (граф Бургундии)
Рено III Бургундский (фр. Renaud III de Bourgogne, до 1093—1148) — пфальцграф Бургундии с 1127, граф Макона и Вьенна с 1102, сын графа Бургундии Этьена I Храброго и Беатрис, дочери герцога Лотарингии Жерара (Герхарда) I. Одновременно он приходился племянником папе римскому Каликсту II. Основатель города Доль.

## Биография
В 1102 году Рено в возрасте 9 лет становится графом Макона и Вьенна, унаследовав их после своего отца, умершего в Палестине во время крестового похода. В 1127 году Рено предъявил претензии на графство Бургундию, использовав в качестве предлога убийство баронами своего двоюродного племянника Гийома III Дитя. Поскольку встречные претензии предъявил также Конрад I фон Церинген (убитый граф Гийом приходился ему родным племянником по линии матери), а того поддерживал император Лотарь II, то Рено пришлось вступить в конфликт со Священной Римской империей. И если в первые годы конфликта удача сопутствовала Рено III, то после избрания в 1138 году германским королём Конрада III ситуация изменилась и окончательную победу в войне одержали Церингены. И хотя Рено смог сохранить графский титул, ему пришлось отдать часть своих территорий на востоке Юры и признать Конрада фон Церингена «ректором Бургундии». Рено неофициально называли «французским графом» (franc-comte) и, по некоторым предположениям, именно это прозвище стало топонимом региона Франш-Контэ, по другой версии император прозвал Рено III «Франш-Конте» («Свободный граф»), поскольку тот отказался принести оммаж императору и осуществлять платежи в пользу империи.
Рено III умер в 1148 году в возрасте 55 лет. Ему наследовала единственная дочь Беатрис.

## Брак и семья
В 1130 году Рено женился на Агате, дочери герцога Лотарингии Симона I. В этом браке родилась дочь Беатрис, будущая супруга императора Фридриха Барбароссы.
Агата Лотарингская умерла в апреле 1147 года, так и не подарив Рено III наследника мужского пола.